# Pseudenargia ulicis
Pseudenargia ulicis är en fjärilsart som beskrevs av Otto Staudinger 1859. Pseudenargia ulicis ingår i släktet Pseudenargia och familjen nattflyn. Inga underarter finns listade i Catalogue of Life.